# Odolnost jaderných zařízení proti útoku

Jaderná elektrárna Cattenom

Odolnost jaderných zařízení proti útoku je zajištěna jejich fyzickou a kybernetickou ochranou, odolností budov a konstrukcí a inženýrským řešením projektu jaderného zařízení. Jaderné elektrárny, výzkumné reaktory, plavidla na jaderný pohon, závody na obohacování uranu, sklady vyhořelého jaderného paliva a další jaderná zařízení musí být chráněny proti útokům, které by mohly způsobit únik radioaktivních látek a ionizujícího záření do životního prostředí. Může jít například o pozemní, letecké či kybernetické útoky nebo havárie spojené s pádem letadla do areálu jaderného zařízení. Určité bariéry fyzické ochrany mohou být útočníkem překročeny, jejich hlavní cíl je především útočníka zpomalit, než dojde k aktivaci dalších stupňů zabezpečení. Pravidelně probíhají cvičení, během kterých policie, armáda a provozovatelé jaderných elektráren prověřují ochranu jaderné elektrárny vůči teroristické hrozbě. Jaderný materiál je pak pod přísnou kontrolou různých institucí, aby bylo v co největší možné míře zamezeno jeho zneužití a výrobě tzv. špinavé bomby.

## Pozemní útoky
Projekt jaderné elektrárny počítá s ochranou proti vlivu třetích osob, který je řešen systémy fyzické ochrany. Bezpečnostní systémy, které mají zabránit poškození aktivní zóny reaktoru a úniku radioaktivity jsou zálohovány a prostorově různě lokalizovány a stejným způsobem je zajištěno i jejich napájení. Jako doplněk k technickému zabezpečení je používán technický, organizační a režimový systém opatření, který zamezí nepřípustnému vlivu potencionálních útočníků. Kromě ozbrojených členů ostrahy je na jaderných elektrárnách i speciální jednotka policie ČR. Mezi prvky fyzické ochrany může patřit například dvojitý žiletkový plot s nášlapnými deskami mezi ploty, bezpečnostní kamery či turnikety s číselným nebo biometrickým ověřením.

## Letecké útoky
Komise pro vyšetřování událostí z 11. září 2001 uvedla, že jaderné elektrárny byly jedním z uvažovaných cílů při teroristických útocích. Jaderná zařízení byla už v minulosti projektována tak, aby odolala pádům letadel. Nové projekty jaderných elektráren pak využívají stále více pasivních bezpečnostních systémů, které jsou schopné uvést zařízení do bezpečného stavu i bez dodávky elektrické energie. Odolnost proti pádům letadla zvyšuje také zálohování důležitých systémů a jejich fyzická separace.

## Kybernetické útoky
Jedním ze států, jehož jaderné zařízení bylo kyberneticky napadeno, je Írán. Ten byl napaden počítačovým virem Stuxnet, který v roce 2010 vyřadil z provozu odstředivky v závodu na obohacování uranu. Jednalo se o velmi komplexní vir, který byl pravděpodobně vytvořen Spojenými státy a Izraelem za účelem napadení íránského jaderného programu. Zabezpečení řídicích a bezpečnostních systémů jaderných elektráren proti kybernetickým útokům je v praxi realizováno tak, že řídicí systémy reaktoru jsou s vnější sítí propojeny optickým kabelem, na jehož konci je pouze přijímač. Tím je fyzikálně znemožněno, aby došlo k napadení řídicích nebo bezpečnostních systémů.

## Vojenské útoky
Jaderná zařízení patřila v minulosti k cílům v několika vojenských konfliktech.
- Dne 30. září 1980, během íránsko-irácké války, íránské letectvo provedlo překvapivý nálet na jaderné výzkumné zařízení Al Tuwaitha v Iráku, při kterém došlo k poškození jaderného reaktoru.[6]
- V červnu 1981 při operaci izraelského letectva Opera bylo zničeno irácké jaderné výzkumné zařízení v Osiraku.
- V letech 1984 až 1987 Irák šestkrát bombardoval íránskou jadernou elektrárnu Búšehr.
- V roce 1991, během války v Perském zálivu, bombardovalo americké letectvo obohacovací zařízení a tři jaderné reaktory v Iráku.
- V roce 1991, při iráckých raketových útocích na Izrael a Saúdskou Arábii, byly vypáleny rakety i na izraelské atomové centrum Dimona.
- V září 2007 Izrael bombardoval syrský jaderný reaktor ve výstavbě v provincii Deir ez-Zor.

Jelikož v České republice jsou jaderné elektrárny kritickou infrastrukturou státu, v případě hrozby vojenského konfliktu by se na jejich obranu ještě ve větší míře zaměřila armáda ČR s využitím protileteckých, protiraketových a dalších zbraní.

## Sabotáže
Útoky tzv. insiderů neboli osob zevnitř patří mezi nejnebezpečnější typy útoků a to proto, že tito lidé mají přístup a znalosti o technologii. V roce 1971 způsobil požár v Indian Point Energy Center škodu přibližně 5–10 milionů dolarů. Pozdější vyšetřování ukázalo, že žhářem byl pracovník údržby závodu. V roce 1998 se pak skupina pracovníků jednoho z ruských jaderných zařízení pokusila ukrást 18,5 kg vysoce obohaceného uranu. Pro eliminaci možnosti proniknutí tohoto insidera do jaderného zařízení podstupují pracovníci jaderných elektráren psychotesty nebo i bezpečnostní prověrky. Byly zřízeny i takzvané životně důležité prostory, kde se lidé mohou pohybovat pouze s doprovodem. Pokud by se v jaderné elektrárně tento insider objevil, zajistí její bezpečnost konzervativní projekt elektrárny - redundance a fyzická separace důležitých systémů. Dále pak například stabilní hasicí zařízení, elektronická požární signalizace a prvky fyzické ochrany.

## Umístění jaderné elektrárny
Základním nástrojem pro snížení dopadu nezvládnuté havárie nebo útoku na jaderné zařízení je umístění těchto zařízení do méně obydlených oblastí. Jedná se o nejjednodušší způsob, jak omezit počet osob, které budou touto událostí ohroženy. Nicméně například v 30 km okruhu okolo závodu KANUPP v pákistánském Karáčí žije 8,2 milionu lidí. Tento závod má však pouze jeden reaktor s relativně malým elektrickým výkonem (137 MW). Například na Taiwanu v okolí elektrárny Kuosheng (1970 MW) žije 5,5 milionu lidí. Tato zóna totiž zahrnuje město Tchaj-pej. Analýza z roku 2011, kterou provedla Nature and Columbia University, ukazuje, že existuje 21 jaderných elektráren, okolo kterých žije více než 1 milion lidí a 6 elektráren, okolo kterých žije více než 3 miliony obyvatel. Vzhledem k počtu jaderných elektráren se však jedná o relativně malé číslo.